# カプリオール組曲
『カプリオール組曲』（Capriol Suite）は、イギリスの作曲家ピーター・ウォーロックによって1926年10月に作曲された組曲である。ウォーロックの最も人気のある作品の1つと考えられている。もとはピアノ連弾のために書かれ、後に管弦楽と弦楽合奏のためにそれぞれ編曲された。 「カプリオール」は、跳躍・宙返りを意味する語。
作品はブルトン人作曲家ポール・ラドミローに捧げられた。

## 構成
全6曲によって構成されている。演奏時間は約10分。 
1. Basse-Danse アレグロ・モデラート、ニ短調
2. Pavane Allegretto, ma un poco lento、ト短調
3. Tordion Con moto、ト短調
4. ブランズール 、 プレスト 、ト短調
5. Pieds-en-l'air アンダンテ・トランキージョ、ト長調
6. Mattachins （ソードダンス） Allegro con brio、ヘ長調